# Putna (Suceava megye)
Putna község Romániában, Bukovinában, Suceava megyében.

## Fekvése
Rădăuțitól 32 km-re a DL 14-es út mellett, a Putna patak völgyében fekvő település. Vasúton a CFR Suceava-Putna-vasútvonalán érhető el.

## Történet
Az azonos nevű Putna patak mellett fekvő település alacsonyabb hegyekkel körülvett helyen fekvő Putna környékén jelentős fakitermelés folyik.
A településen található kis fatemplomot Volovățból még Ștefan cel Mare hozatta át Putnába. A hagyomány szerint eredetileg Dragos vajda emeltette. A templom középkori anyagátaz újabbkori felújítások során nagyrészt kicserélték. Formája azonban a felújítások során nem változott meg.
Itt áll a putnai kolostor is, melyet 1466 és 1469 között Ștefan cel Mare moldvai fejedelem építtetett.
A kolostortemplom a szerzetestelep négyszögletes udvarának központjában áll. Nagyboldogasszony tiszteletére szentelték .
Az épületegyüttes Stefan cel Mare fejedelem családjának temetkezőhelye is.

## Népesség
2011-ben 3511 lakosa volt, szinte mind románok, ortodox vallással.